# Persa Bosanac
Persa Bosanac (Ćeralije, kraj Slatine, 1922. 12. srpnja – Sirač, 13. lipnja, 1943.) bila je sudionica Narodnooslobodilačke borbe i narodna heroina Jugoslavije.

## Životopis
Persa Bosanac rođena je 12. srpnja 1922. godine u selu Ćeralije kraj Slatine, u siromašnoj seljačkoj obitelji. Poslije završene osnovne škole, ostala je na selu i bavila se kućnim i ratarskim poslovima.
Od samog početka oružanog ustanka u Slavoniji, čitava njezina obitelj je pomagala Narodnooslobodilački pokret. Njezin otac Luka poginuo je od neprijateljske nagazne mine. Persa je isprva sudjelovala u pripremi ustanka, a potom je pomagala Narodnooslobodilački pokret radom u pozadini. U partizane je otišla, na vlastito inzistiranje, 18. siječnja 1943. godine i postala borkinja Sedamnaeste banijske udarne brigade. S brigadom je sudjelovala u mnogim borbama: za Voćin, Slatinu, Đulovac, Garešnicu, Viroviticu i u drugim akcijama. Ubrzo je, zbog pokazane hrabrosti, postala desetarica Prve čete Drugog bataljuna brigade.
Prigodom partizanskog napada na Sirač, 13. lipnja 1943. godine, poginuo je partizanski puškomitraljezac. Persa je željela spasiti puškomitraljez i pod neprijateljskom vatrom, probila se do poginulog partizana. Kada se podignula iz zaklona, htijući baciti bombu, smrtno ju je pogodio neprijateljski metak. Pokraj Perse, tijekom borbi za Sirač, poginulo je još 27 partizana, a 63 ih je bilo ranjeno. 
Ukazom Prezidija Narodne skupštine Federativne Narodne Republike Jugoslavije, 23. srpnja 1952. godine, proglašena je za narodnu heroinu Jugoslavije.